# Hamacantha forcipulata
Hamacantha forcipulata är en svampdjursart som beskrevs av Claude Lévi 1993. Hamacantha forcipulata ingår i släktet Hamacantha och familjen Hamacanthidae.
Artens utbredningsområde är Nya Kaledonien. Inga underarter finns listade i Catalogue of Life.